# Zinna
Zinna is een ortsteil van de Große Kreisstadt Torgau in de Duitse deelstaat Saksen. Zinna behoorde tot de annexatie op 1 januari 2013 tot de Verwaltungsgemeinschaft Torgau. De plaats was van 1676 tot 1785 een commende van de Pruisische Ordre de la Générosité die feodale inkomsten genoot.
Zinna is berucht om zijn fort, waar ten tijde van Adolf Hitlers nazi-Duitsland een berucht complex van gevangenissen, o.a. een Wehrmachts-gevangenis, in was gevestigd. Ook nu nog huisvest het fort een gevangenis (JVA, Justizvollzugsanstalt), die echter wel aan moderne eisen van huisvesting en behandeling der gedetineerden voldoet. In een gebouw nabij het fort is een gedenk- en herinnereingscentrum, met museum, gevestigd.

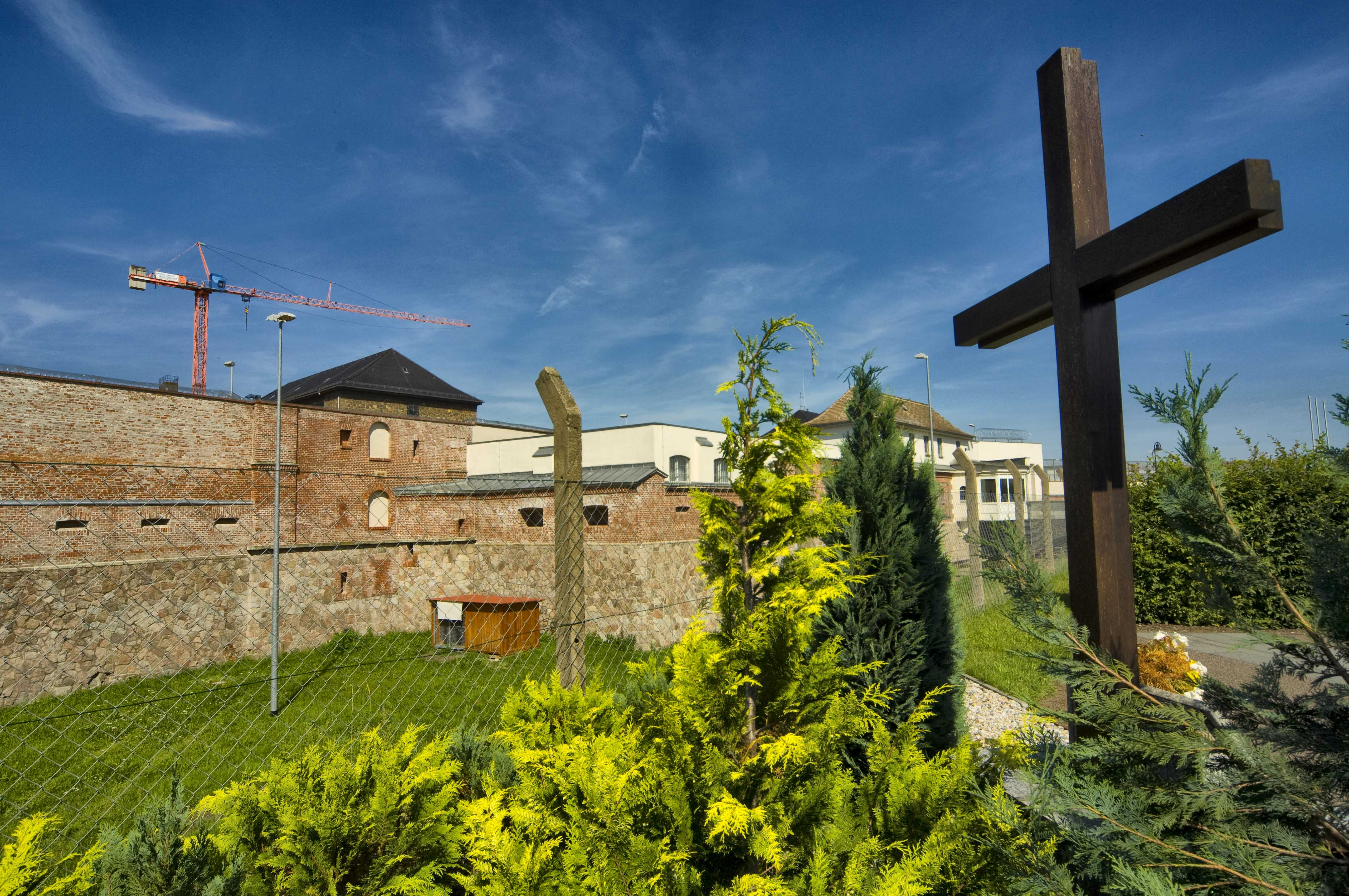
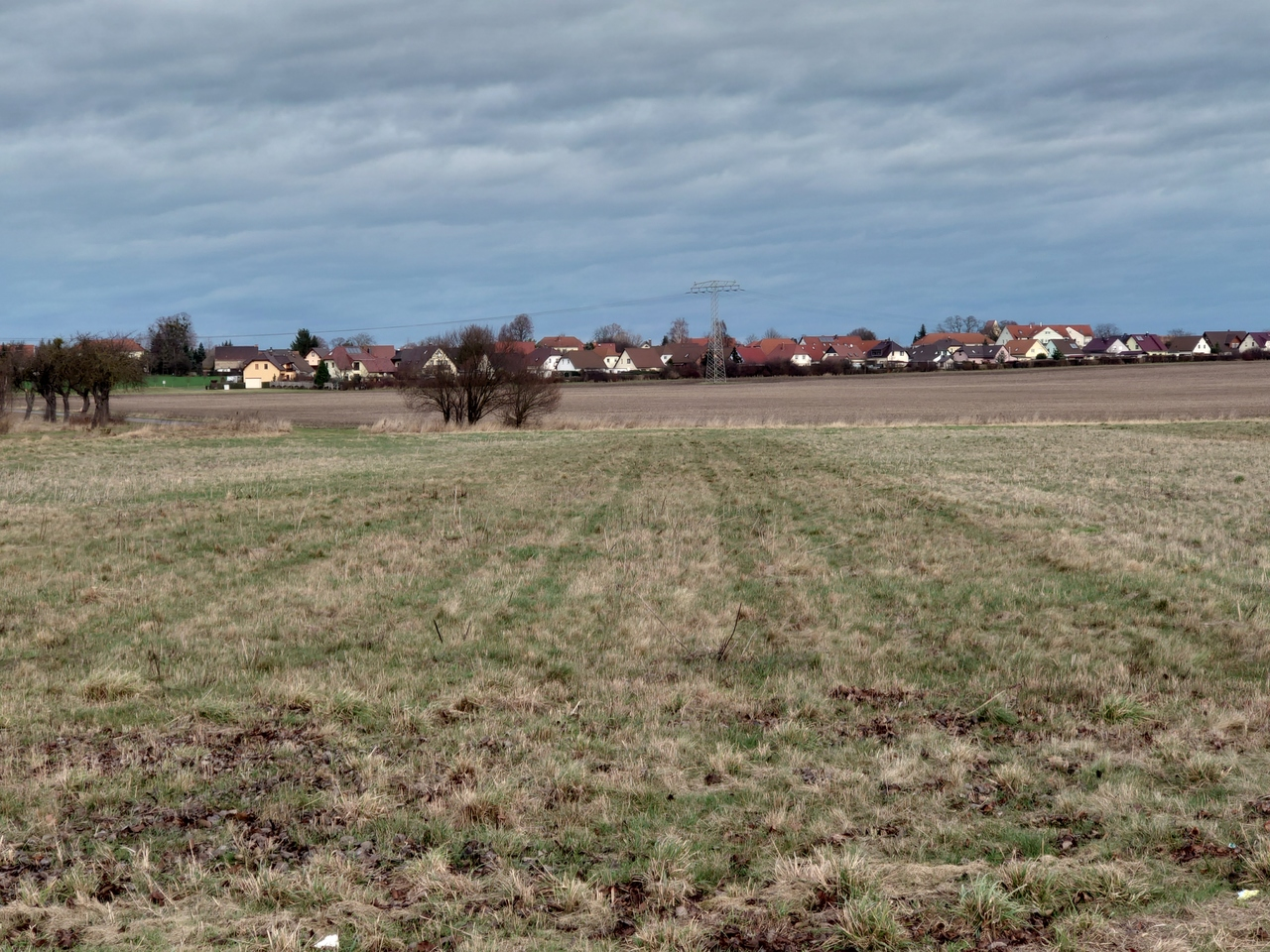
Zicht op Zinna